# سراغة شائكة
السراغة الشائكة (باللاتينية: Crepis aculeata) نوع نباتي يتبع جنس السراغة من الفصيلة النجمية.

## الموئل والانتشار
موطنها بلاد الشام وسيناء.

## مرادفات للاسم العلمي
- (باللاتينية: Barkhausia aculeata DC.)